# NASCAR Grand National Series 1970
De NASCAR Grand National Series 1970 was het 22e seizoen van het belangrijkste NASCAR kampioenschap dat in de Verenigde Staten gehouden wordt. Het seizoen startte op 18 januari met de Motor Trend 500 en eindigde op 22 november met de Tidewater 300. Het kampioenschap werd gewonnen door Bobby Isaac. De trofee rookie of the year werd uitgereikt aan Bill Dennis.

## Races
Top drie resultaten.
| '  | Datum  | Race                     | Circuit                              | Winnaar           | Tweede           | Derde             |
| 1  | 18-jan | Motor Trend 500          | Riverside International Raceway      | A.J. Foyt         | Roger McCluskey  | LeeRoy Yarbrough  |
| 2  | 19-feb | Daytona 500 Qualifier #1 | Daytona International Speedway       | Cale Yarborough   | Bobby Isaac      | LeeRoy Yarbrough  |
| 3  | 19-feb | Daytona 500 Qualifier #2 | Daytona International Speedway       | Charlie Glotzbach | Buddy Baker      | Bobby Allison     |
| 4  | 22-feb | Daytona 500              | Daytona International Speedway       | Pete Hamilton     | David Pearson    | Bobby Allison     |
| 5  | 1-mrt  | Richmond 500             | Richmond International Raceway       | James Hylton      | Richard Petty    | Elmo Langley      |
| 6  | 8-mrt  | Carolina 500             | North Carolina Speedway              | Richard Petty     | Cale Yarborough  | Dick Brooks       |
| 7  | 15-mrt | Savannah 200             | Savannah Speedway                    | Richard Petty     | Bobby Isaac      | James Hylton      |
| 8  | 29-mrt | Atlanta 500              | Atlanta Motor Speedway               | Bobby Allison     | Cale Yarborough  | Pete Hamilton     |
| 9  | 5-apr  | Southeastern 400         | Bristol Motor Speedway               | Donnie Allison    | Bobby Allison    | Cale Yarborough   |
| 10 | 12-apr | Alabama 500              | Talladega Superspeedway              | Pete Hamilton     | Bobby Isaac      | David Pearson     |
| 11 | 18-apr | Gwyn Staley 400          | North Wilkesboro Speedway            | Richard Petty     | Bobby Isaac      | LeeRoy Yarbrough  |
| 12 | 30-apr | Columbia 200             | Columbia Speedway                    | Richard Petty     | Bobby Allison    | Bobby Isaac       |
| 13 | 9-mei  | Rebel 400                | Darlington Raceway                   | David Pearson     | Dick Brooks      | Bobby Isaac       |
| 14 | 15-mei | Beltsville 300           | Beltsville Speedway                  | Bobby Isaac       | James Hylton     | Bobby Allison     |
| 15 | 18-mei | Tidewater 300            | Langley Field Speedway               | Bobby Isaac       | Bobby Allison    | Neil Castles      |
| 16 | 24-mei | World 600                | Charlotte Motor Speedway             | Donnie Allison    | Cale Yarborough  | Benny Parsons     |
| 17 | 28-mei | Maryville 200            | Smoky Mountain Raceway               | Bobby Isaac       | James Hylton     | Neil Castles      |
| 18 | 31-mei | Virginia 500             | Martinsville Speedway                | Bobby Isaac       | Bobby Allison    | Cale Yarborough   |
| 19 | 7-jun  | Motor State 400          | Michigan International Speedway      | Cale Yarborough   | Pete Hamilton    | David Pearson     |
| 20 | 14-jun | Falstaff 400             | Riverside International Raceway      | Richard Petty     | Bobby Allison    | James Hylton      |
| 21 | 20-jun | Hickory 276              | Hickory Motor Speedway               | Bobby Isaac       | Dick Brooks      | Dave Marcis       |
| 22 | 26-jun | Kingsport 300            | Kingsport Speedway                   | Richard Petty     | James Hylton     | Dave Marcis       |
| 23 | 27-jun | Greenville 200           | Greenville-Pickens Speedway          | Bobby Isaac       | Bobby Allison    | Dick Brooks       |
| 24 | 4-jul  | Firecracker 400          | Daytona International Speedway       | Donnie Allison    | Buddy Baker      | Bobby Allison     |
| 25 | 7-jul  | Albany-Saratoga 250      | Albany-Saratoga Speedway             | Richard Petty     | Bobby Allison    | Dave Marcis       |
| 26 | 9-jul  | Thompson 200             | Thompson Speedway                    | Bobby Isaac       | Richard Petty    | Benny Parsons     |
| 27 | 12-jul | Schaefer 300             | Trenton Speedway                     | Richard Petty     | Bobby Allison    | Charlie Glotzbach |
| 28 | 19-jul | Volunteer 500            | Bristol Motor Speedway               | Bobby Allison     | LeeRoy Yarbrough | Bobby Isaac       |
| 29 | 24-jul | East Tennessee 200       | Smoky Mountain Raceway               | Richard Petty     | Bobby Isaac      | Dick Brooks       |
| 30 | 25-jul | Nashville 420            | Music City Motorplex                 | Bobby Isaac       | Bobby Allison    | Neil Castles      |
| 31 | 2-aug  | Dixie 500                | Atlanta Motor Speedway               | Richard Petty     | Cale Yarborough  | LeeRoy Yarbrough  |
| 32 | 6-aug  | Sandlapper 200           | Columbia Speedway                    | Bobby Isaac       | Richard Petty    | Bobby Allison     |
| 33 | 11-aug | West Virginia 300        | West Virginia International Speedway | Richard Petty     | James Hylton     | Neil Castles      |
| 34 | 16-aug | Yankee 400               | Michigan International Speedway      | Charlie Glotzbach | Bobby Allison    | Dick Brooks       |
| 35 | 23-aug | Talladega 500            | Talladega Superspeedway              | Pete Hamilton     | Bobby Isaac      | Charlie Glotzbach |
| 36 | 28-aug | Myers Brothers 250       | Bowman Gray Stadium                  | Richard Petty     | Bobby Allison    | Bobby Isaac       |
| 37 | 29-aug | Halifax County 100       | South Boston Speedway                | Richard Petty     | Bobby Isaac      | Bobby Allison     |
| 38 | 7-sep  | Southern 500             | Darlington Raceway                   | Buddy Baker       | Bobby Isaac      | Pete Hamilton     |
| 39 | 11-sep | Buddy Shuman 276         | Hickory Motor Speedway               | Bobby Isaac       | Richard Petty    | Bobby Allison     |
| 40 | 13-sep | Capital City 500         | Richmond International Raceway       | Richard Petty     | Bobby Allison    | Donnie Allison    |
| 41 | 20-sep | Mason-Dixon 300          | Dover International Speedway         | Richard Petty     | Bobby Allison    | Charlie Glotzbach |
| 42 | 30-sep | Home State 200           | North Carolina State Fairgrounds1    | Richard Petty     | Neil Castles     | Bobby Isaac       |
| 43 | 4-okt  | Wilkes 400               | North Wilkesboro Speedway            | Bobby Isaac       | Richard Petty    | Donnie Allison    |
| 44 | 11-okt | National 500             | Charlotte Motor Speedway             | LeeRoy Yarbrough  | Bobby Allison    | Fred Lorenzen     |
| 45 | 18-okt | Old Dominion 500         | Martinsville Speedway                | Richard Petty     | Bobby Allison    | Cale Yarborough   |
| 46 | 8-nov  | Georgia 500              | Middle Georgia Raceway               | Richard Petty     | Bobby Isaac      | Dick Brooks       |
| 47 | 15-nov | American 500             | North Carolina Speedway              | Cale Yarborough   | David Pearson    | Bobby Allison     |
| 48 | 22-nov | Tidewater 300            | Langley Field Speedway               | Bobby Allison     | Benny Parsons    | Pete Hamilton     |

- 1 Er werd in 1955, 1969 en 1970 een race gehouden op de North Carolina State Fairgrounds in Raleigh, de hoofdstad van North Carolina.

## Eindstand - Top 10
| 1  | Bobby Isaac   | 3911 |
| 2  | Bobby Allison | 3860 |
| 3  | James Hylton  | 3788 |
| 4  | Richard Petty | 3447 |
| 5  | Neil Castles  | 3158 |
| 6  | Elmo Langley  | 3154 |
| 7  | Jabe Thomas   | 3120 |
| 8  | Benny Parsons | 2993 |
| 9  | Dave Marcis   | 2820 |
| 10 | Frank Warren  | 2697 |